# Памятник Ленину (Чебоксары)
Памятник Ленину на Площади Республики в Чебоксарах — памятник архитектуры регионального значения.
Скульпторы: А. И. Далиненко, В. И. Татарович, Г. Д. Ястребенецкий, Архитектор: Г. А. Израилевич.

## История

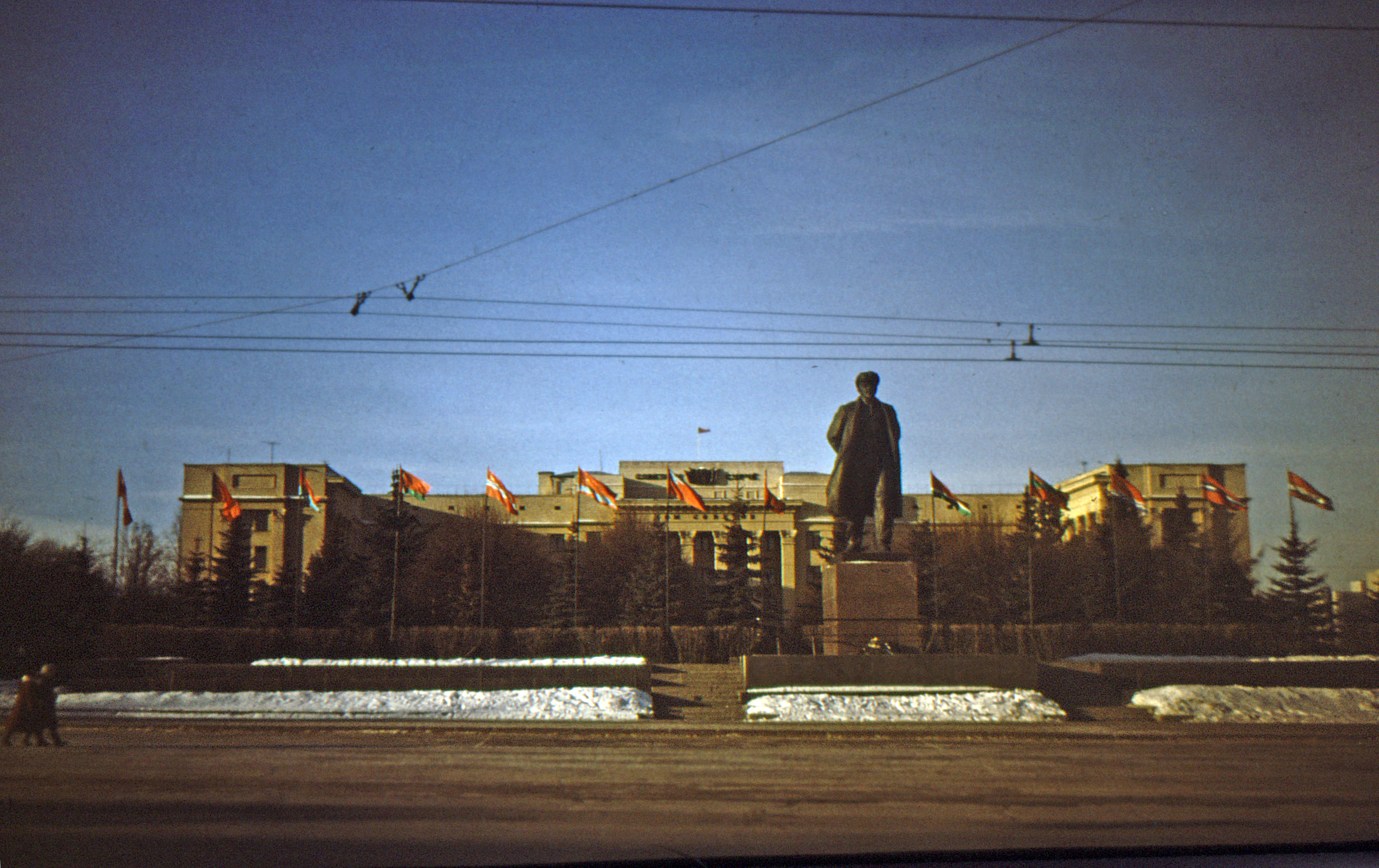
Чебоксары. Дом Советов Чувашской АССР на пл. Ленина. Фото 1987 года.

Памятник В. И. Ленину на площади Ленина в Чебоксарах был открыт 26 июня 1960 года, когда отмечалась 40-я годовщина Чувашской автономии.
Является первым монументальным памятником в Чувашии. Ленин изображён как бы в движении, идущим вперёд. Это первое сооружение, которое стало идейно-художественным центром большого городского пространства. Вся планировка территории — аллеи, газоны, цветники и деревья — подчинена единому архитектурному решению.
В 2009 году памятнику был присвоен статус объекта культурного наследия регионального значения.